# Piotr Miatlew
Piotr Wasiljewicz Miatlew ros. Петр Васильевич Мятлев (ur. 1756 – zm. 1833) – senator Imperium Rosyjskiego, kamerjunkier na dworze Katarzyny II, tajny radca, w 1793 odznaczony Orderem Orła Białego.